# Opuntia penicilligera
Opuntia penicilligera ist eine Pflanzenart in der Gattung der Opuntien (Opuntia) aus der Familie der Kakteengewächse (Cactaceae). Das Artepitheton penicilligera leitet sich von den lateinischen Worten penicillus für ‚Pinsel‘ sowie -ger für ‚-tragend‘ ab und verweist auf die Anordnung der Glochiden der Art.

## Beschreibung
Opuntia penicilligera wächst niedrig und mehr oder weniger kriechend. Die kreisrunden bis verkehrt eiförmigen Triebabschnitte sind 10 bis 12 Zentimeter lang, 7 bis 10 Zentimeter breit und 6 bis 8 Millimeter dick. Die meisten Areolen sind unbedornt, nur an den oberen tragen einige Dornen. Die rötlich braunen Glochiden stehen in großen auffälligen Büscheln zusammen. Die ein bis drei gräulich weißen Dornen sind bogig. Der einzelne Mitteldornen erreichen eine Länge von 1 bis 5 Zentimeter. Die kürzeren und schwächeren Randdornen fehlen gelegentlich.
Die radförmigen Blüten sind schwefel- bis zitronengelb. Ihr Perikarpell ist lang zylindrisch. Die keulenförmigen Früchte sind hellgrün mit einem rötlichen Schein. Sie erreichen einen Durchmesser von 1,8 Zentimeter und eine Länge von bis zu 4,5 Zentimeter.

## Verbreitung und Systematik
Opuntia penicilligera in den argentinischen Provinzen Buenos Aires, La Pampa, Neuquén und Río Negro in Höhenlagen von bis zu 1000 Metern verbreitet.
Die Erstbeschreibung  durch Carlos Luis Spegazzini wurde 1902 veröffentlicht.

## Nachweise